# Нижний Щельбей
Нижний Щельбей (ранее Нижний Шильбей) — бывшая деревня в Зиминском районе Иркутской области России. Относится к Зулумайской сельской администрации.

## География
Находится примерно в 44,5 км к юго-западу от районного центра.

## История
Согласно переписи населения СССР 1926 года посёлок Шильбей в составе Новоникольского сельсовета Зиминского района, 13 дворов, 55 жителей (30 мужчин и 25 женщин).
На 1966 год в составе Зулумайского сельсовета.
В законе о границах Зулумайского муниципального образования 2004 года данного населённого пункта как самостоятельной административно-территориальной единицы не упомянуто.

## Население
На карте Зиминского района начала 2000-х населённый пункт Нижний Щельбей отмечен как нежилой. В настоящий момент на территории бывшего посёлка располагаются несколько домов, иногда занимаемые охотниками и рыболовами.

## Известные уроженцы
- Сидоров, Анатолий Васильевич — лейтенант милиции, участковый инспектор, награждён орденом Мужества посмертно[7].